# Knölbrosklav
Knölbrosklav (Ramalina capitata) är en lavart som först beskrevs av Erik Acharius och fick sitt nu gällande namn av William Nylander. 
Knölbrosklav ingår i släktet Ramalina och familjen Ramalinaceae.  Arten är reproducerande i Sverige. Inga underarter finns listade i Catalogue of Life.

## Källor

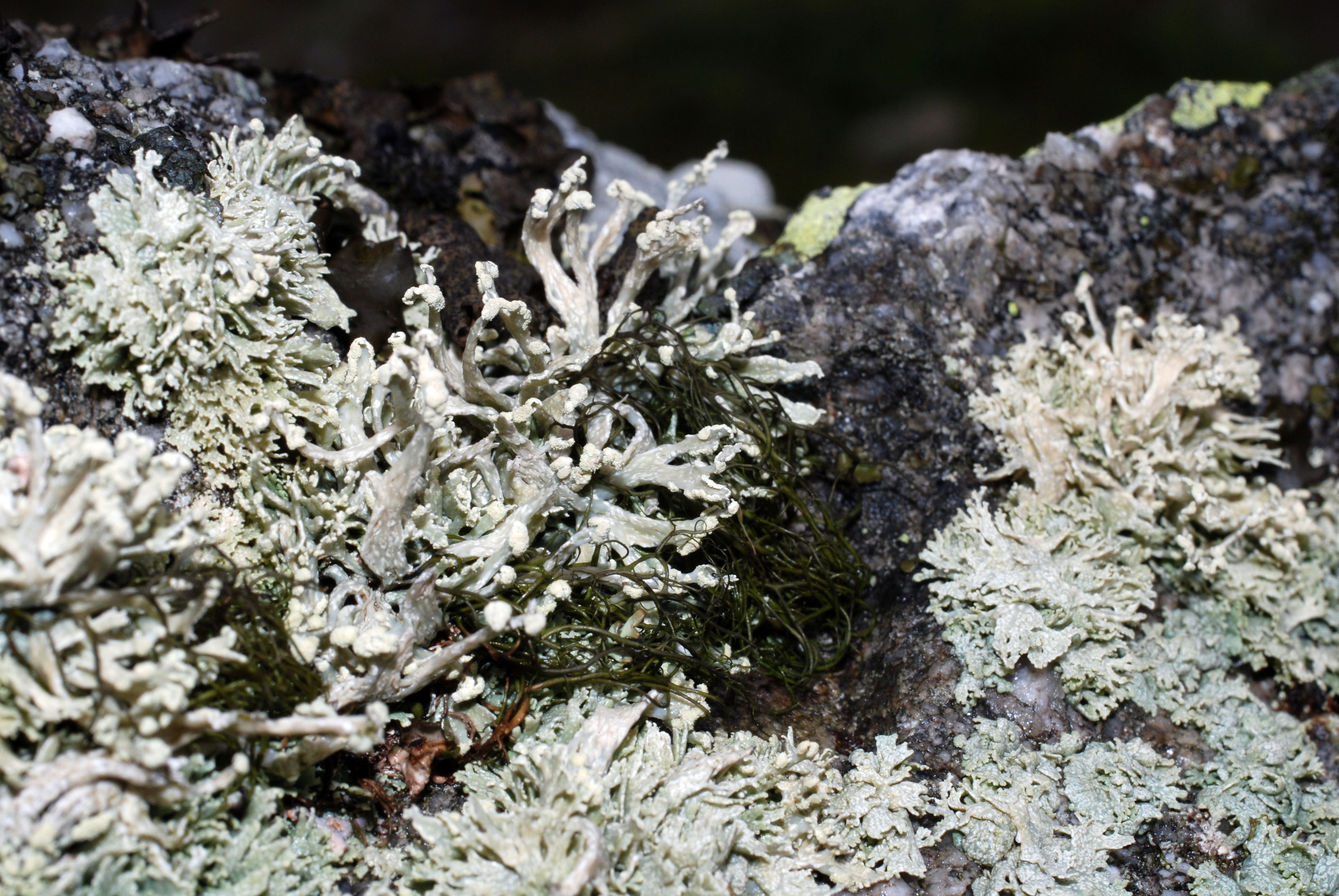